# مونتا ماكغي
مونتا ماكغي (بالإنجليزية: Monta McGhee)‏ مواليد 11 نوفمبر 1979 في دالاس، هو لاعب كرة سلة أمريكي معتزل. بدأ مسيرته الاحترافية في سنة 2004. يبلغ طوله 6 قدم 6 بوصة (2.0 م). اعتزل اللعب في 2013. لعب مع نادي هورسينس لكرة السلة في الدوري الدنماركي لكرة السلة.

## الإنجازات
- الدوري الهولندي لكرة السلة (1): 2010–11

## روابط خارجية
- مونتا ماكغي على موقع كرة السلة الأوروبية.كوم (الإنجليزية)
- مونتا ماكغي على موقع ريلجم (الإنجليزية)
- مونتا ماكغي على موقع بروبوليرز (الإنجليزية)